# Quartet カルテット
『Quartet カルテット』は、2001年に久石譲監督、袴田吉彦主演で制作された日本映画。

## 概要
宮崎駿監督や北野武監督などの映画音楽で知られる久石が、初めて自身で監督を務めた作品である。劇中の演奏では『となりのトトロ』、『HANA-BI』など、自身が音楽を担当した作品のテーマ曲を弦楽アレンジしたものも用いられている。モントリオール映画祭ワールドシネマ部門正式招待作品。

## ストーリー
有名ヴァイオリニストを父に持つ音大生の相葉明夫は、大学卒業に必要な単位と引き替えという条件で不本意ながらカルテットを組み、コンクールに臨むも散々な結果に終わった。それから3年の歳月が過ぎ、地方都市の交響楽団のコンサートマスターを務める明夫ではあったが、楽団の人間関係や運営方針の煩わしさに嫌気を感じる毎日を送っていた。その頃、カルテットを組んだかつての仲間たちも、それぞれに問題を抱えていた。

## スタッフ
- 監督 : 久石譲
- 企画 : 秋元康
- 脚本 : 長谷川康夫、久石譲
- 撮影 : 阪本善尚
- 美術 : 及川一
- 編集 : 奥原好幸
- 音楽 : 久石譲
- 録音 : 橋本文雄
- 配給 : ソニー・ピクチャーズ エンタテインメント
- 配給協力・宣伝 : 東急レクリエーション
- 製作 : カルテット パートナーズ（エンジン・ネットワーク（現：エネット）、NHKエンタープライズ21、秋元康事務所、電通、バンダイビジュアル、ワンダーシティ、ソニー・ピクチャーズ エンタテインメント、TOKYO FM、デスティニー）

## キャスト
- 相葉明夫 : 袴田吉彦
カルテットでは第一ヴァイオリンを担当。典型的な天才肌。著名なヴァイオリニストだった亡き父親に反抗心と劣等感を持っている。
- 坂口智子 : 桜井幸子
第二ヴァイオリン担当。不本意ながらポップス演歌のバックミュージシャンをしている。実家は飲食店を経営している。
- 山田大介 : 大森南朋
ヴィオラ担当。初心者向けの音楽スクールで雇われ講師をしている。妊娠中の恋人と同棲している。
- 漆原愛 : 久木田薫
チェロ担当。実家は資産家で、音大卒業後、大学院に進み、青山からレッスンを受けている。なお、演じる久木田はプロのチェリストである。
- 青山 : 三浦友和
明夫らの恩師。
- 藤岡 : 藤村俊二
明夫がコンサートマスターを務めている交響楽団のヴァイオリン奏者。
- 村上 : 升毅
新東京管弦楽団の指揮者。青山とは旧知の間柄。
- 橋本 : 中村有志
大介が勤めている音楽スクールの経営者。
- 小橋 : 石丸謙二郎
明夫らが青山に紹介された興行師。
- 岡田譲二 : 田中要次
智子がバックをしているキャリア18年のポップス演歌歌手。「演歌界のミック・ジャガー」。
- 白川小百合 : 草村礼子
漆原家の家政婦。時に優しく時に厳しく愛を激励する。

## サウンドトラック
劇中で用いられた楽曲を収録したサウンドトラックが、2001年9月27日にポリドール・レコードより発売された。

### 収録曲
| 全作曲・編曲: 久石譲。 |                                                               |       |            |      |
| #                      | タイトル                                                      | 作詞  | 作曲・編曲 | 時間 |
| 1.                     | 「Main Theme」                                                |       | 久石譲     | 3:18 |
| 2.                     | 「Student Quartet」                                           |       | 久石譲     | 3:29 |
| 3.                     | 「パッサカリア」                                              |       | 久石譲     | 2:09 |
| 4.                     | 「Black Wall」(Strings Quartet)                               |       | 久石譲     | 4:44 |
| 5.                     | 「浜辺のカルテット」                                          |       | 久石譲     | 1:24 |
| 6.                     | 「Melody Road」(My Neighbor TOTORO 〜 HANA-BI 〜 KIDS RETURN) |       | 久石譲     | 2:56 |
| 7.                     | 「DA・MA・SHI・絵」(Sax Quartet)                              |       | 久石譲     | 4:02 |
| 8.                     | 「Lover's Rain」                                              |       | 久石譲     | 1:10 |
| 9.                     | 「冬の夢」                                                    |       | 久石譲     | 3:38 |
| 10.                    | 「‥‥for Piano」                                               |       | 久石譲     | 2:02 |
| 11.                    | 「Black Wall」(Orchestra)                                     |       | 久石譲     | 4:33 |
| 12.                    | 「Quartet g-moll」                                            |       | 久石譲     | 4:42 |
| 13.                    | 「Main Theme - Remix」                                        |       | 久石譲     | 3:15 |
| 合計時間:              | 合計時間:                                                     | 41:22 |            |      |